# لورن میلر
لورن آن میلر روگن (انگلیسی: née Miller؛ متولد ۲۴ ژوئیه ۱۹۸۲) بازیگر، کمدین، فیلمنامه‌نویس و کارگردان آمریکایی است. او در فیلم‌های سوپربد (۲۰۰۷)، زک و میری یک پورنوگرافی می‌سازند (۲۰۰۸) و ۵۰/۵۰ (۲۰۱۱) ظاهر شده است.
در سال ۲۰۱۲، او در فیلم «برای اوقات خوش، تماس بگیر…» بازی کرد که نویسندگی و تهیه‌کنندگی آن را نیز بر عهده داشت و در سال ۲۰۱۸ اولین کارگردانی خود را با فیلم مثل پدر تجربه کرد.
میلر در لانگ آیلند، نیویورک متولد شد و در لیکلند، فلوریدا بزرگ شد. او دختر ادل و اسکات میلر است و یک برادر به نام دنی دارد. میلر یهودی است.
میلر در سال ۲۰۰۴ با ست روگن، بازیگر، رابطه برقرار کرد. آنها در ۲۹ سپتامبر ۲۰۱۰ نامزد شدند و در ۲ اکتبر ۲۰۱۱ ازدواج کردند. آنها اعلام کرده‌اند که قصد بچه‌دار شدن ندارند.
در سال ۲۰۱۲، میلر و روگن سازمان غیرانتفاعی «شادی برای خیریه» را تأسیس کردند تا آگاهی‌رسانی در مورد بیماری آلزایمر را افزایش داده و بودجه تحقیقات در این زمینه را تأمین کنند. این بیماری در خانواده او، از جمله مادرش که در سن ۵۵ سالگی تشخیص داده شد، موروثی است.

## فیلم‌شناسی

### فیلم
| سال  | عنوان                               | نقش                     | یادداشت‌ها                                 |
| ---- | ----------------------------------- | ----------------------- | ----------------------------------------- |
| ۲۰۰۳ | ترک بغداد                           |                         | فیلم کوتاه؛ تهیه‌کننده و تدوینگر           |
| ۲۰۰۳ | تعطیلات مبارک                       |                         | فیلم کوتاه؛ کارگردان و نویسنده            |
| ۲۰۰۴ | کلاه حصیری                          |                         | فیلم کوتاه؛ طراح صحنه و لباس              |
| ۲۰۰۴ | قوم من، گاو دریایی                  |                         | فیلم کوتاه؛ تهیه‌کننده                     |
| ۲۰۰۴ | معیار عشق                           |                         | فیلم کوتاه؛ کارگردان و نویسنده            |
| ۲۰۰۵ | هیولای مهربانِ نادیده                |                         | فیلم کوتاه؛ تهیه‌کننده                     |
| ۲۰۰۶ | خانه هیولا                          |                         | دستیار استیو استارکی                      |
| ۲۰۰۷ | بیوولف                              |                         | دستیار استیو استارکی                      |
| ۲۰۰۷ | فوق‌العاده بد                        | اسکارلت برایتون         | [ ۱۲ ]                                    |
| ۲۰۰۸ | زک و میری یک فیلم پورنو می‌سازند     | ناله کننده و غراننده    |                                           |
| ۲۰۰۹ | مشاهده و گزارش                      | ترینا                   |                                           |
| ۲۰۱۰ | نمایش جاش و آدام: روز ساحل          | دختر دانشمند شماره ۱    | فیلم کوتاه                                |
| ۲۰۱۱ | دخترا! دخترا! دخترا!                |                         | نویسنده                                   |
| ۲۰۱۱ | ۵۰/۵۰                               | بادی                    |                                           |
| ۲۰۱۱ | مژه‌های بلند مشکی                    | کورتنی                  | فیلم کوتاه                                |
| ۲۰۱۲ | برای داشتن لحظاتی شاد، تماس بگیرید… | لورن پاول               | همچنین نویسنده و تهیه‌کننده مشترک          |
| ۲۰۱۲ | تناسب بی‌نقص                         |                         | فیلم کوتاه؛ نویسنده همکار                 |
| ۲۰۱۴ | کسی با بری ازدواج کند               | لسلی - قرار ملاقات سریع |                                           |
| ۲۰۱۴ | بزرگ شدن و دروغ‌های دیگر             | اما                     |                                           |
| ۲۰۱۶ | مهمانی سوسیس                        | کامیل تو، تامپون        | نقش صدا                                   |
| ۲۰۱۸ | مثل پدر                             | زن خسته                 | همچنین کارگردان، فیلمنامه‌نویس و تهیه‌کننده |
| ۲۰۲۱ | فوبیاها                             | اما                     |                                           |

### تلویزیون
| سال  | عنوان        | نقش                                              | یادداشت‌ها                   |
| ---- | ------------ | ------------------------------------------------ | --------------------------- |
| ۲۰۰۹ | جشن رقص بالن | جنی                                              | فیلم تلویزیونی              |
| ۲۰۱۲ | بن و کیت     | دارسی                                            | ۲ قسمت                      |
| ۲۰۱۴ | نسخه داخلی   | خودش                                             | قسمت مربوط به ۲۷ فوریه ۲۰۱۴ |
| ۲۰۱۶ | آناتومی گری  | جودی                                             | فصل دوازدهم، قسمت دهم       |
| ۲۰۱۷ | استاد هیچ    | کریستین                                          | فصل دوم، قسمت چهارم         |
| ۲۰۲۱ | شرکت سانتا   | خانم دیژونیز / ریوکا اسپینستر / فعال دختر نوجوان | نقش صدا قسمت: «اعلان»       |